# Lernstatt
Lernstatt steht für das „Lernen in der Werkstatt“ und entstand vor dem Hintergrund der massenhaften Beschäftigung ausländischer Arbeitnehmer in den 1970er Jahren.
Um diese fachlich und sozial zu integrieren, wurden ihnen in einer „Anlernstatt“ die notwendigen Grundkenntnisse (Sprache, Betriebsstruktur) nähergebracht, mit dem Ziel, die Folgen mangelnder Integration (Fluktuation, hohe Fehlzeiten, Ausschussquoten und Zeitverluste, schwieriges Betriebsklima) zu verringern. Da diese Qualifikationsmethode auch die deutschen Mitarbeiter ansprach, wurde das Modell auf sie ausgedehnt. Damit wurde es erforderlich, eine Lernstatt jeweils auf spezielle Ziele auszurichten. Die Entstehung der Lernstatt geht, unabhängig von der japanischen Qualitätszirkel-Bewegung, auf Versuche der deutschen Unternehmen BMW und HOECHST zurück und wurde von diesen, nach knapp zehnjähriger Praxis, bereits 1982 als ausgereiftes Modell angesehen.
Die Lernstattgruppen beschäftigten sich mit Themen, die im Zusammenhang mit der Bildung eines Qualitätsbewusstseins, der Schaffung einer Identifikation mit dem Betrieb, der Bereitschaft für Veränderungen, einer übergreifenden Zusammenarbeit und der persönlichen wie fachlichen Qualifikationserweiterung stehen.

## Arbeit in der Lernstatt
Eine Lerngruppe besteht üblicherweise aus 6–8 Arbeitern des Betriebes. Diese werden vom Betriebsführer, Meister oder Vorarbeiter ausgewählt. Zwei erfahrene Mitarbeiter (Schichtführer, Vorarbeiter) leiten die Lerngruppen. Diese Moderatoren müssen vorher in eigenen Seminaren (meistens mehrtägig und außerhalb des Betriebes) geschult werden. Nachdem das Lernstattprogramm angelaufen ist, empfiehlt sich ergänzend ein regelmäßiger Erfahrungsaustausch der Moderatoren. Die Hauptlast der Lernstattarbeit tragen zunächst die als Moderatoren ausgewählten Mitarbeiter. Sie müssen als erste eine Entwicklung zu mehr Offenheit, zu mehr persönlicher Sicherheit im Umgang mit Kollegen und Vorgesetzten durchmachen, in den Gruppen entsprechend auf ihre Mitarbeiter eingehen und eventuellen „Spöttern“ entgegenwirken können. Ausgeglichen wird dies durch eine Verbesserung der betrieblichen Position, einer beträchtlichen persönlichen Weiterentwicklung und mitunter auch einer Zulage im Entgelt (Werkstattzirkel).

## Organisation der Lernstatt
Die Gruppensitzungen finden einmal die Woche für ein bis zwei Stunden über einen Zeitraum von zwei bis drei Monaten statt. Danach löst sich die Lerngruppe wieder auf und es wird eine neue zusammengesetzt. Nach Möglichkeit sollte den Gruppen ein Tagungsraum innerhalb des Betriebes zur Verfügung stehen, damit bei Bedarf Anschauungsobjekte aus dem Betrieb greifbar sind.
Ausgangspunkt der Lerngruppenarbeit sind Probleme der Teilnehmer und nicht vorbestimmte Lernkonzepte. Sollten sich Fragen nicht innerhalb der Gruppe klären lassen, können zur Lösung Informationen von Experten eingeholt werden. Dazu lädt die Gruppe Meister, Betriebsleiter oder externe Berater zu einer Sitzung ein – diese müssen verpflichtet sein, innerhalb eines angemessenen Zeitraums auch zu kommen – und befragt sie. Der organisatorische Rahmen für die Lernstattarbeit beinhaltet Gremien wie
- einen Beraterkreis, der einer Steuergruppe bei Qualitätszirkeln entspricht, und
- eine Lernstatt Zentrale, die der Funktion des Koordinators vergleichbar ist.

Die Lernstatt Zentrale ist eine interne Projektgruppe. Sie setzt sich aus Mitarbeitern des Bildungswesens und Delegierten (erfahrene Moderatoren) aus dem Produktionsbereich zusammen, wobei letztere nur auf Zeit in der Zentrale sind und formell weiter den entsprechenden Produktionsleitungen unterstehen.

## Chancen und Risiken
Das wesentlichste Merkmal der Lernstattkonzepte ist die Offenheit dieses Ansatzes. Hierdurch entstehen einerseits Chancen für die Realisierung der Beteiligungs- und Qualifizierungsbedürfnisse der Beschäftigten. Andererseits aber auch das Risiko, dass die Lernstatt als eine Art informelles Assessment-Center für Arbeiter benutzt wird. Zwar wird dieses Risiko gemildert durch die Vorschriften des § 95 BetrVG (Auswahlrichtlinien), es erscheint jedoch sinnvoll, darauf hinzuweisen, dass Einflüsse auf die Personalentwicklung über diesen Weg vermieden werden sollten. Die Chancen werden allerdings höher bewertet, denn durch die Lernstatt können betriebliche Erfahrungen vertieft, ausgetauscht und weitergegeben werden. Außerdem bietet sie – vernünftig angewendet – die Möglichkeit zur Qualifikation auf ein einheitliches Niveau und hilft die Kommunikation und damit den Informationsfluss innerhalb des Betriebes zu fördern.
Positive Auswirkungen zeigen sich auch bei der Identifikation mit Unternehmenszielen, bei der Befriedigung beruflicher und persönlicher Interessen (Persönlichkeitsförderlichkeit), und damit bei der Motivation der Mitarbeiter.

## Erfahrene Unternehmen
- MAN AG,
- Bayerische Motoren Werke AG,
- Continental AG,
- Hannen-Brauerei,
- Robert Bosch GmbH.[3]